# Yaya Abdoul Kane
Pour les articles homonymes, voir Kane.
Yaya Abdoul Kane est un homme politique sénégalais né en 1976 à Kobilo (Matam). Il est depuis mai 2019 le directeur de l'Agence de gestion du Patrimoine bâti de l'État (AGPBE), après avoir été ministre de la Gouvernance territoriale, du Développement et de l'Aménagement de 2017 à 2019.
Membre de l'Alliance pour la République (APR), il est également maire de Dabia (Matam) depuis 2014, et fut ministre des Postes et des Télécommunications de 2014 à 2017.

## Biographie
Né en 1976 à Kobilo, un village du département de Matam, Yaya Abdoul Kane est titulaire d'un doctorat en sociologie,. 
Le 6 juillet 2014, il fait son entrée dans le gouvernement Dionne en étant nommé ministre des Postes et des Télécommunications. Il est alors l'un des plus jeunes ministres de ce gouvernement. Quelques jours plus tard, le 13 juillet, il est élu maire de Dabia (Matam), sous les couleurs de l'Alliance pour la République (APR).
À l'occasion d'un remaniement ministériel, il est placé à la tête du ministère de la Gouvernance territoriale, du Développement et de l'Aménagement du territoire, et succède à son prédécesseur Abdoulaye Diouf Sarr le 21 septembre 2017,.
Lors du remaniement gouvernemental d'avril 2019, Yaya Abdoul Kane n'est pas reconduit à son poste et est remplacé le 16 avril par Oumar Guèye. Le 13 mai, il succède à Abdou Karim Fofana en tant que directeur de l'Agence de gestion du Patrimoine bâti de l'État (AGPBE). 